# Volksgarten (Köln)

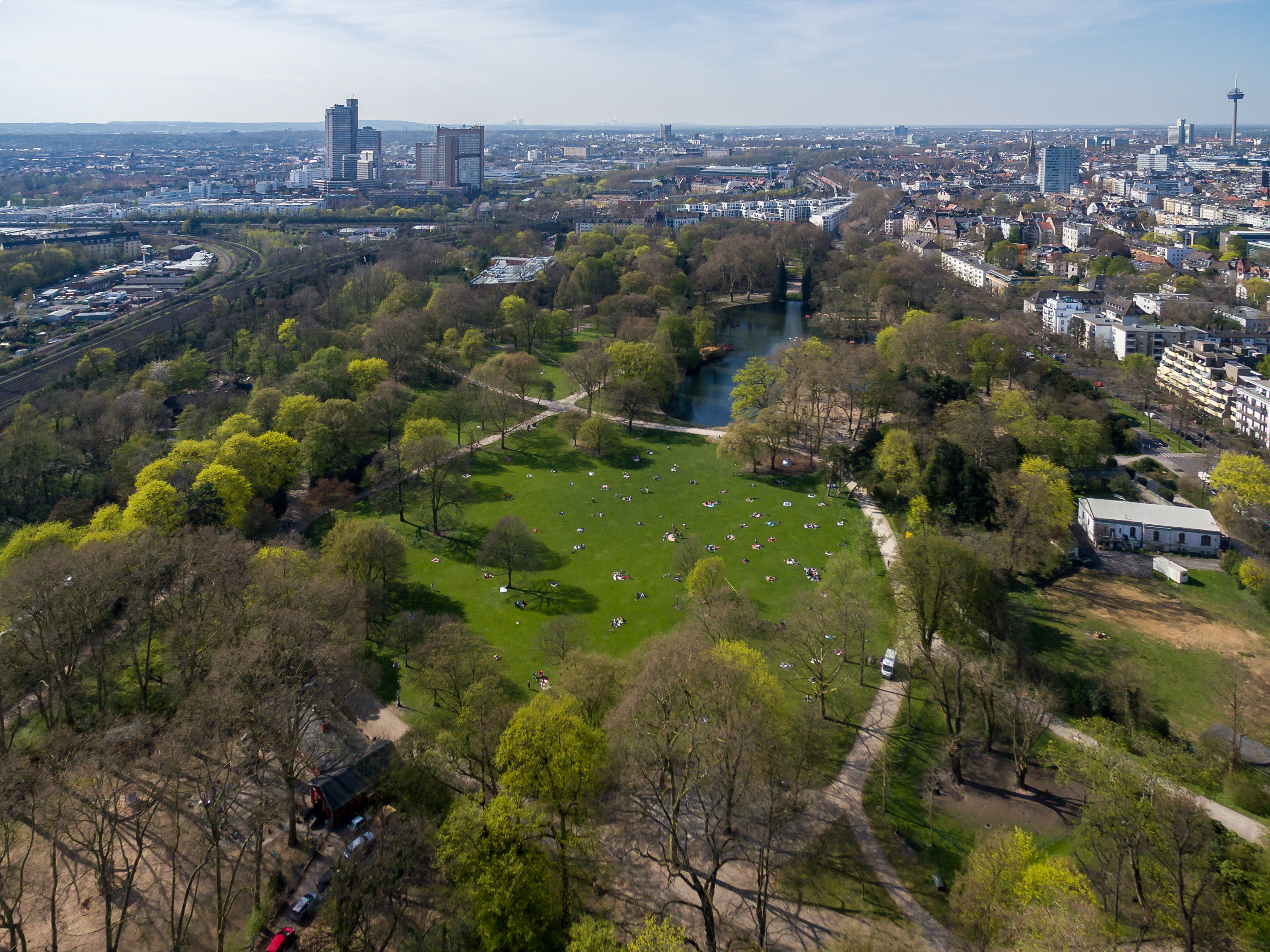
Blick von Süden auf den Kölner Volksgarten

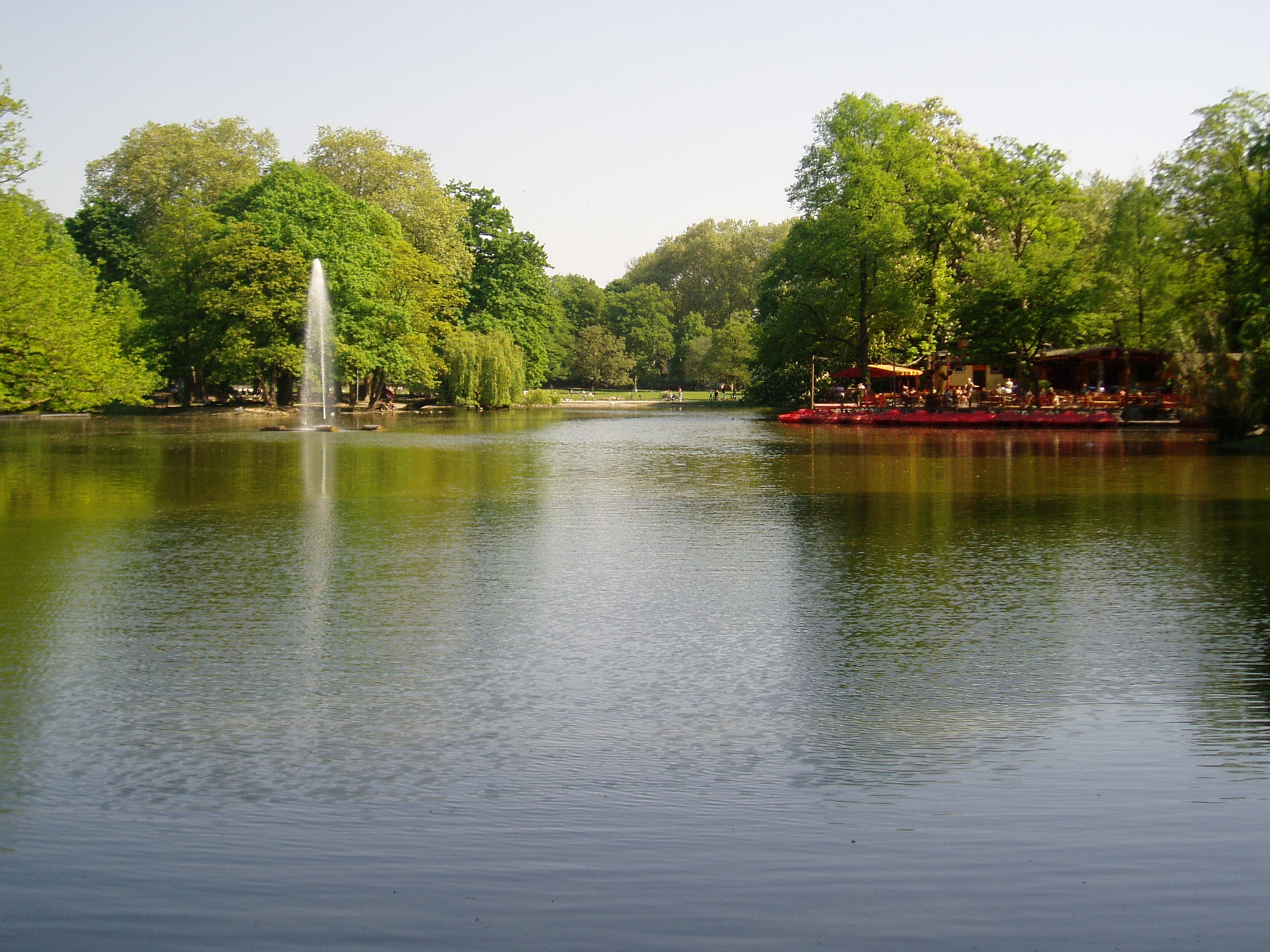
Volksgarten, Kahnweiher mit Biergarten

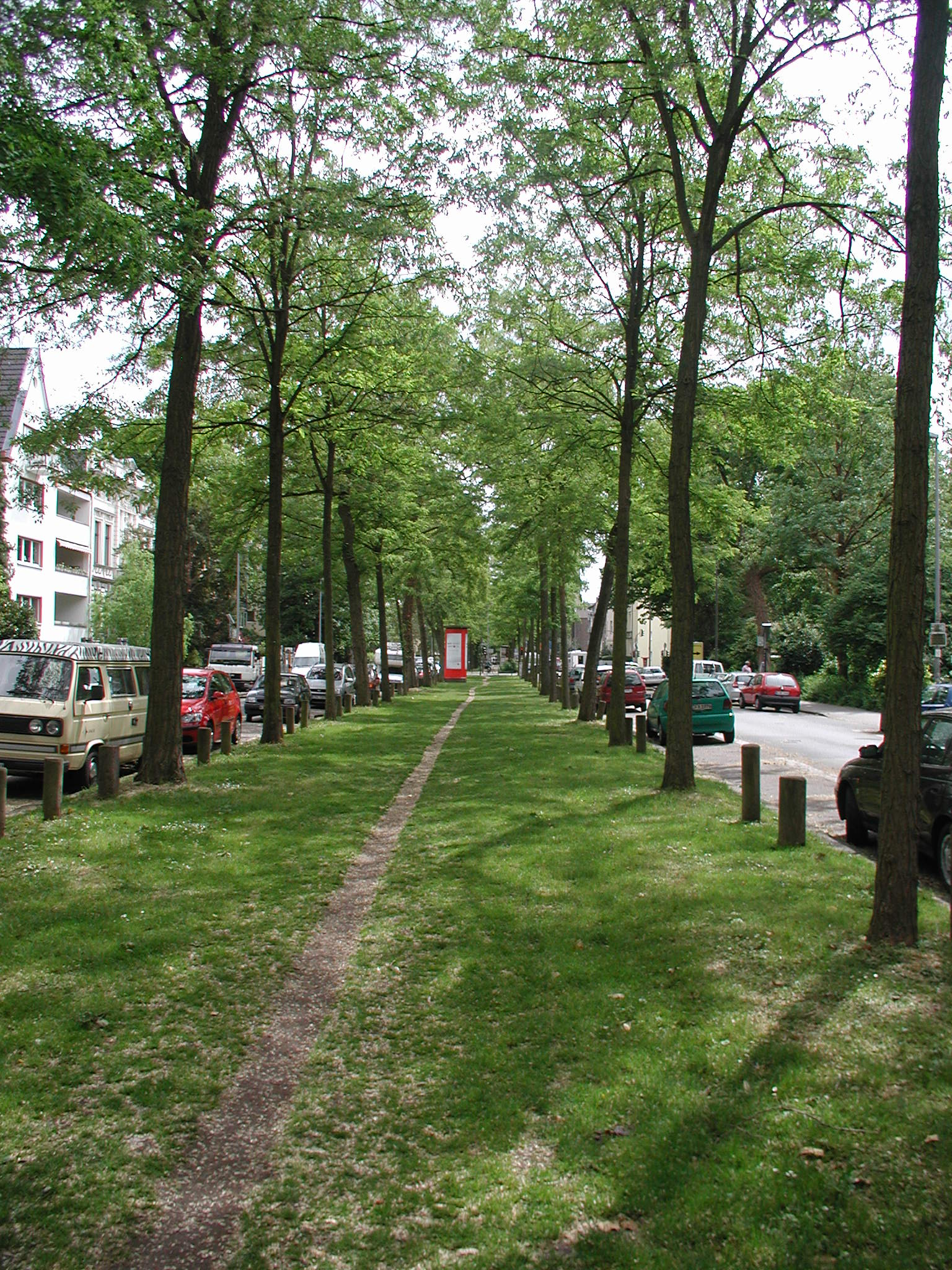
Volksgartenstraße

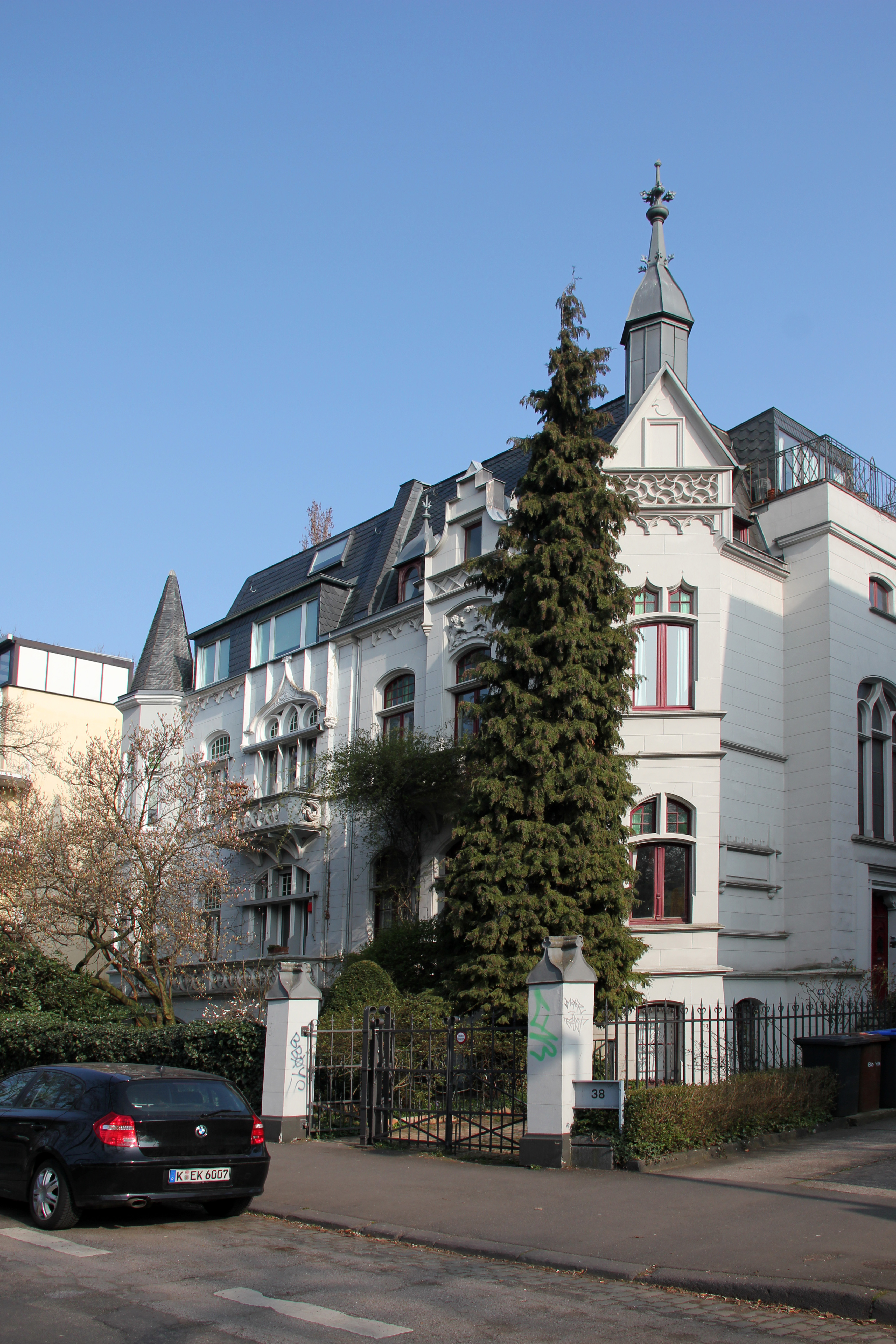
Jugendstilhäuser umgebender Straßen

Der Volksgarten ist eine in der südlichen Neustadt Kölns gelegene 13,9 Hektar große Grünanlage mit Kinderspielplätzen, einem 1,3 ha großen Kahnweiher mit Tretbootverleih, Gartenrestaurant und Biergarten. In der Orangerie werden auch Musikveranstaltungen, Filme und Theateraufführungen angeboten.

## Lage
Der Park liegt in der Nähe des Sachsenrings zwischen der als Allee mit Mittelgrünstreifen ausgestalteten Volksgartenstraße und dem südlich parallel laufenden Vorgebirgswall, der vor dem anschließenden begrünten Bahndamm zur Kölner Südbrücke nur als Fuß- und Radweg zugänglich ist. An den Schmalseiten wird der Park von der Eifelstraße und dem Eifelplatz sowie der Vorgebirgstraße begrenzt. Über diese erreicht man durch einige Grünzonen den unmittelbar östlich hinter dem Bahndamm beginnenden Vorgebirgspark.

## Geschichte

### Entstehung
Der Park entstand 1887 bis 1889 auf dem Gelände des von 1816 bis 1825 von Preußen errichteten Forts Paul oder – nummeriert – Fort IV, benannt nach dem Schwiegersohn Friedrich Wilhelms III., dem Großherzog Paul Friedrich von Mecklenburg, das nach dem Deutsch-Französischen Krieg als erstes Werk aufgegeben wurde, weil es zu stadtnah lag und auch durch die Bahnlinie in seiner Funktion beschränkt wurde. Der Park war damit der erste Teil des später in den Inneren Kölner Grüngürtel umgewandelten Teils des Festungsrings von Köln.

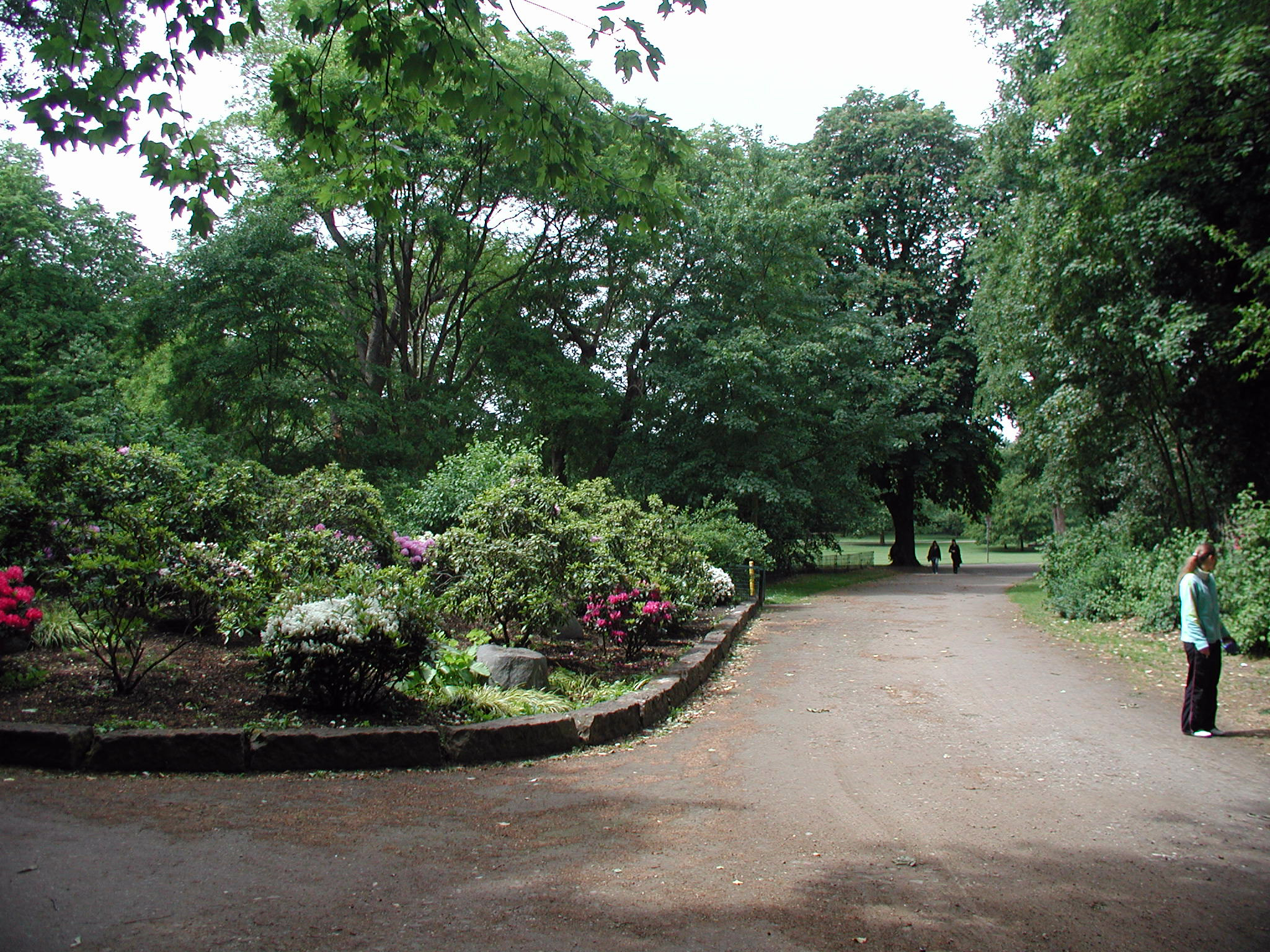
Eingang Vorgebirgstraße Ecke Volksgartenstraße
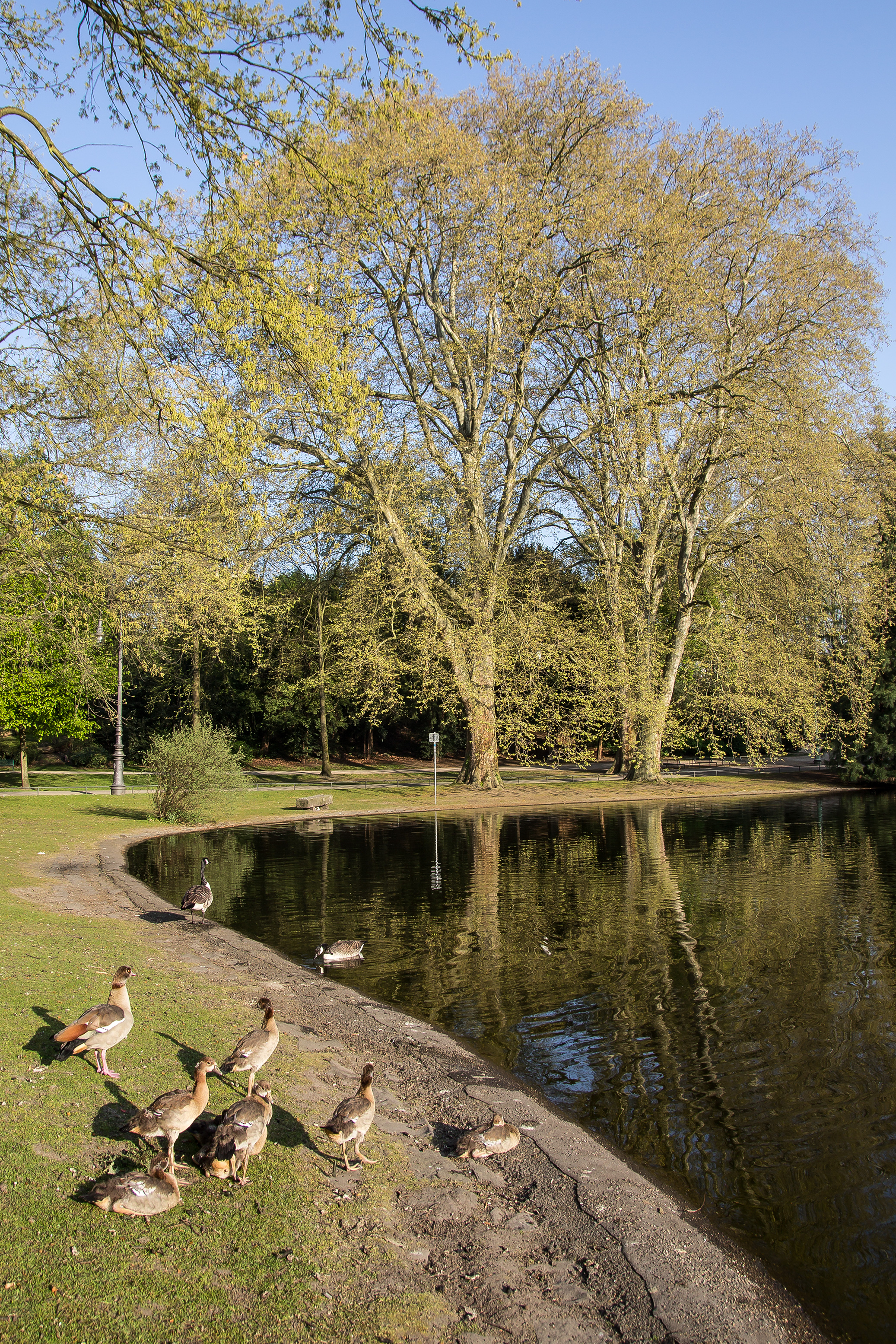
Alter Baumbestand und Weiher
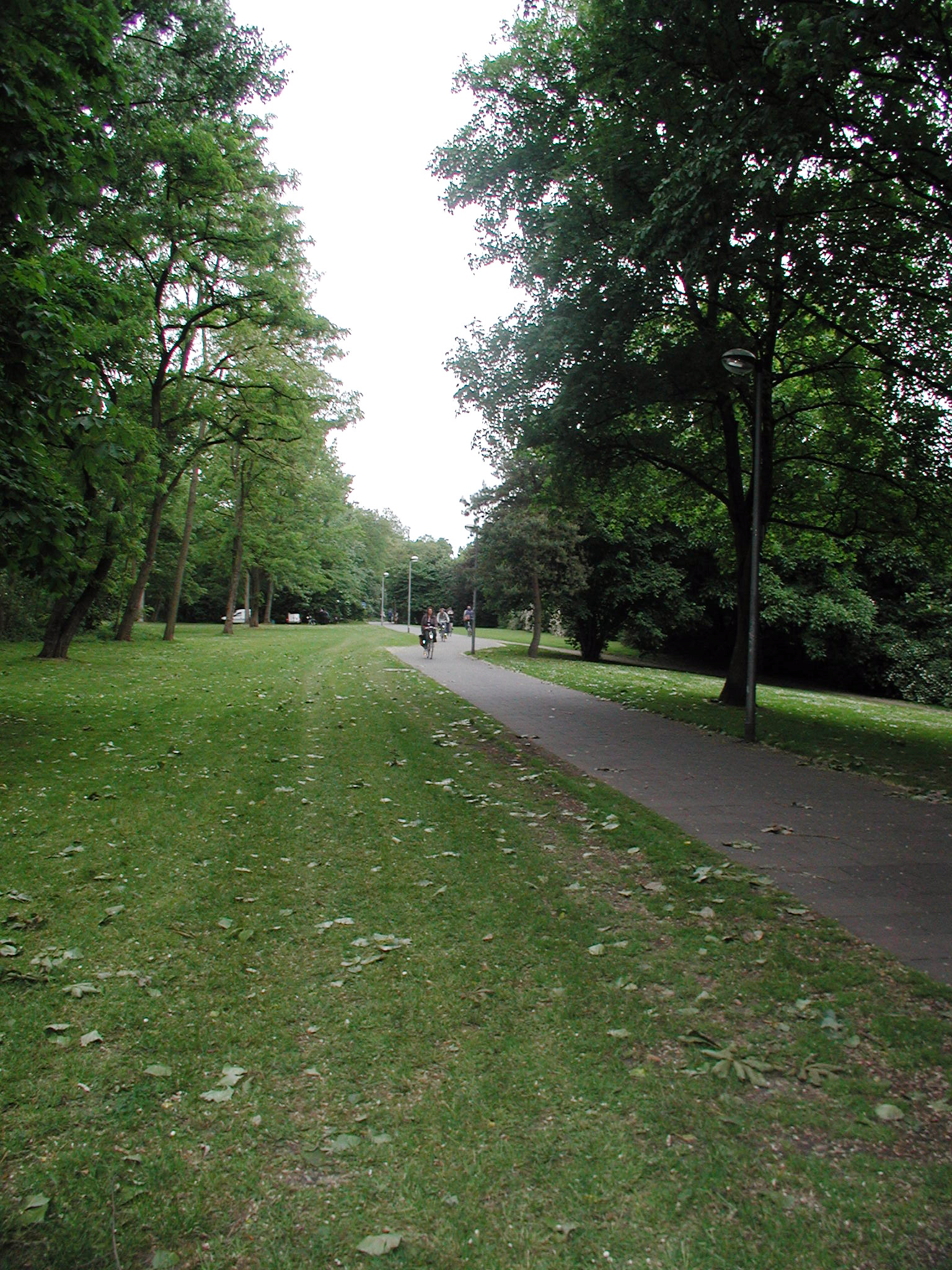
Mittelstück Vorgebirgswall
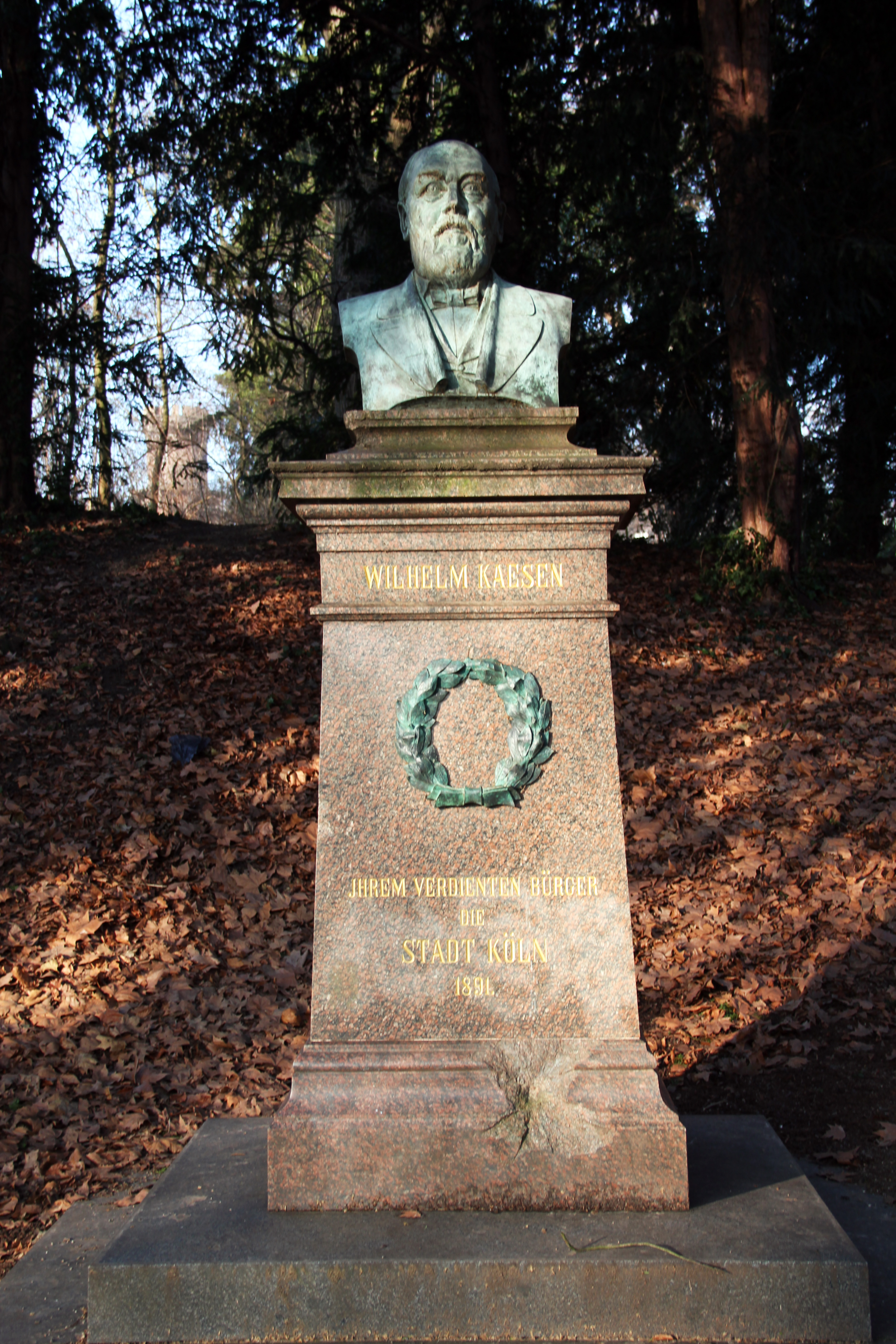
Gedenkstein für Commercienrath Wilhelm Kaesen, Rekonstruktion der Büste von Ákos Sziráki 2002

Im Jahre 1888 schrieb der Kölner Stadtbaumeister Josef Stübben, zu dessen städtischen Erweiterungsplänen der Volksgarten gehörte, über die Entstehung des Volksgartens:
„Dieser Park hat nicht an diejenige Stelle gelegt werden können, welche planmäßig ursprünglich dafür bestimmt war, weil dort die Grunderwerbsverhandlungen mit den zahlreichen Besitzern nicht das erwünschte Ergebnis hatten.

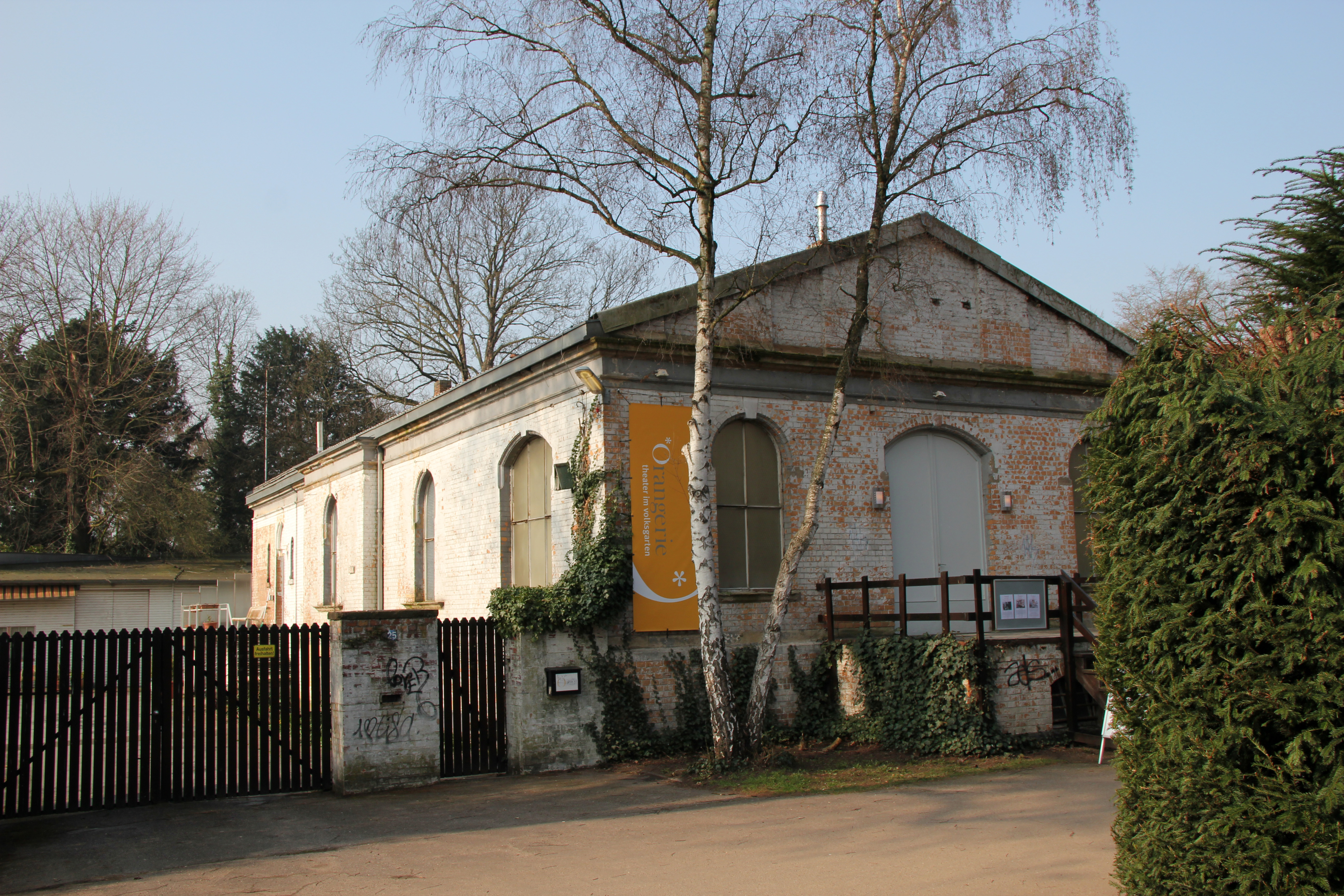
Orangerie

Ein Stadtverordneter, der verstorbene Commercienrath Wilhelm Kaesen, unternahm es daher, für eigene Rechnung an anderer Stelle ungefähr sechzig verschiedene Privatgrundstücke zusammen zu kaufen, welche eine zusammenhängende Fläche von annähernd 10 ha bildeten und mit zwei im Besitz der Stadt befindlichen alten Festungswerken (Fort IV und Lünette 3) sowie mehreren später erworbenen Parzellen zur Schaffung eines städtischen Parks derart sich eigneten, dass auch die den Park umgebenden Baugrundstücke Eigenthum der Stadt wurden. Herr Kaesen bot im Sommer 1886 der Stadt die Grundstücke zum Einkaufspreise von 680.000 Mark an und stiftete daneben einen besonderen Geldbetrag für eine Verschönerungsanlage des neuen Parks. Die Stadtverordneten-Versammlung nahm das Angebot mit lebhaftem Danke an.“
Daraufhin schrieb die Stadt einen Wettbewerb aus. Den ersten Preis gewann Adolf Kowallek, den zweiten Eduard Hoppe. Die Stadt Köln erteilte im November 1887 Gartenbaudirektor Kowallek den Auftrag, seine Pläne vom 8. Oktober 1887 zu verwirklichen. Im Januar 1888 begann der Kern der Arbeiten. Die feierliche Eröffnung der Gartenfläche fand am 12. März 1890 statt.

### Festungsbauten und Orangerie
Teile der Festungsbauten sind erhalten, so das Hauptwerk mit seinem repräsentativen Tor und den zwei Rundtürmen, im östlichen Teil Reste der Lünette und dazwischen die später so genannte Orangerie als Rest der 1841 tief in den Boden gebauten Munitionslager.

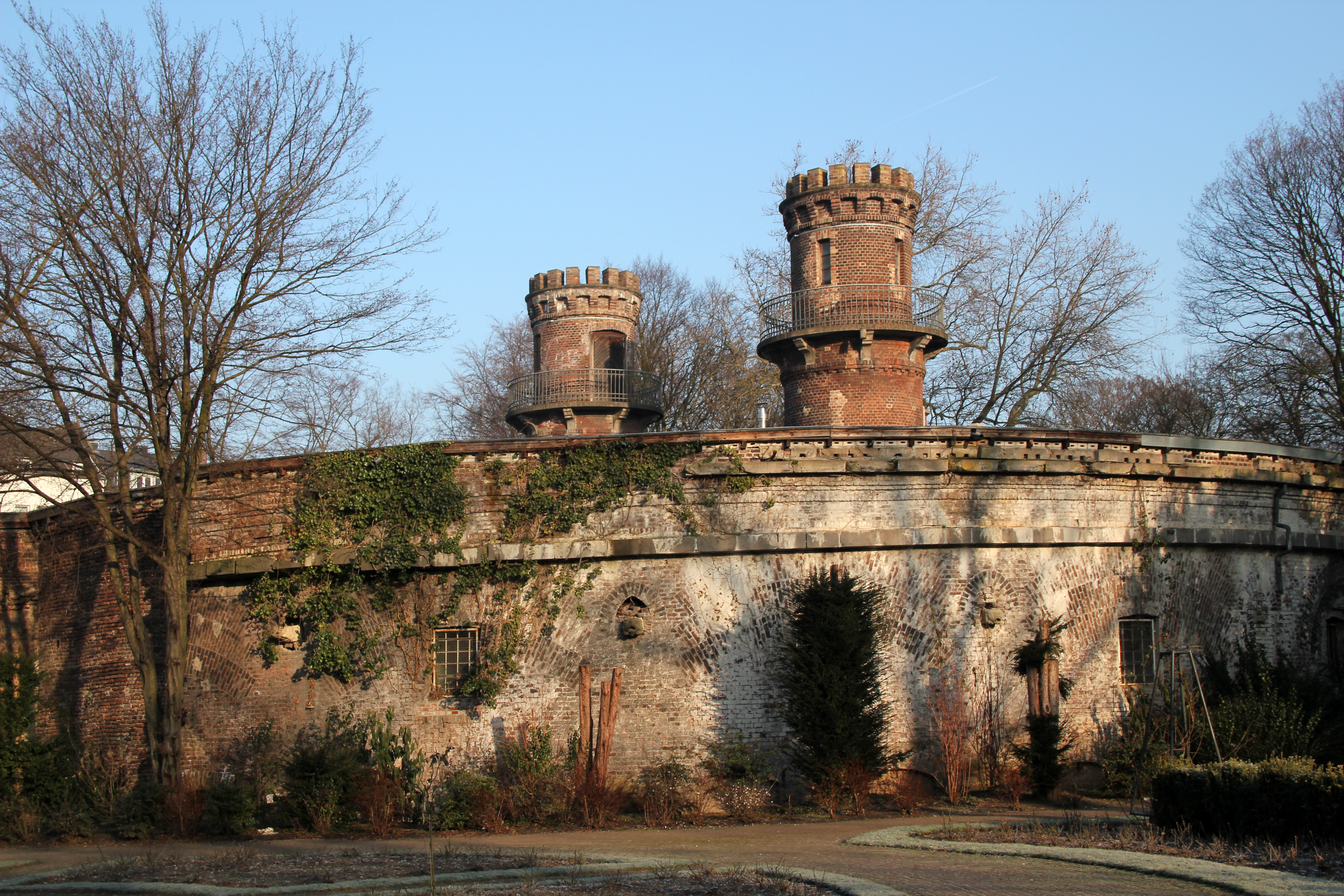
Gartenansicht
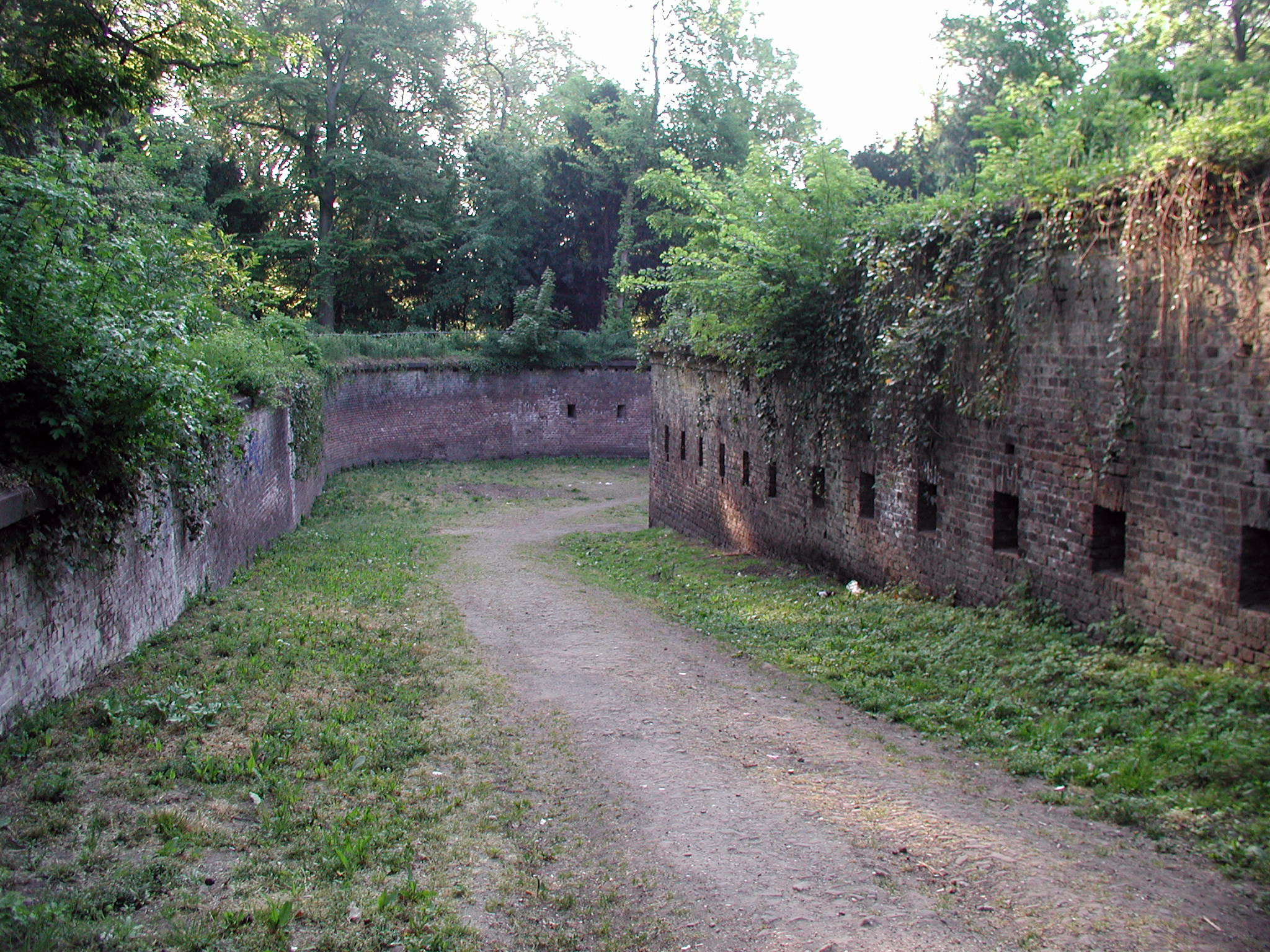
Kehlgraben
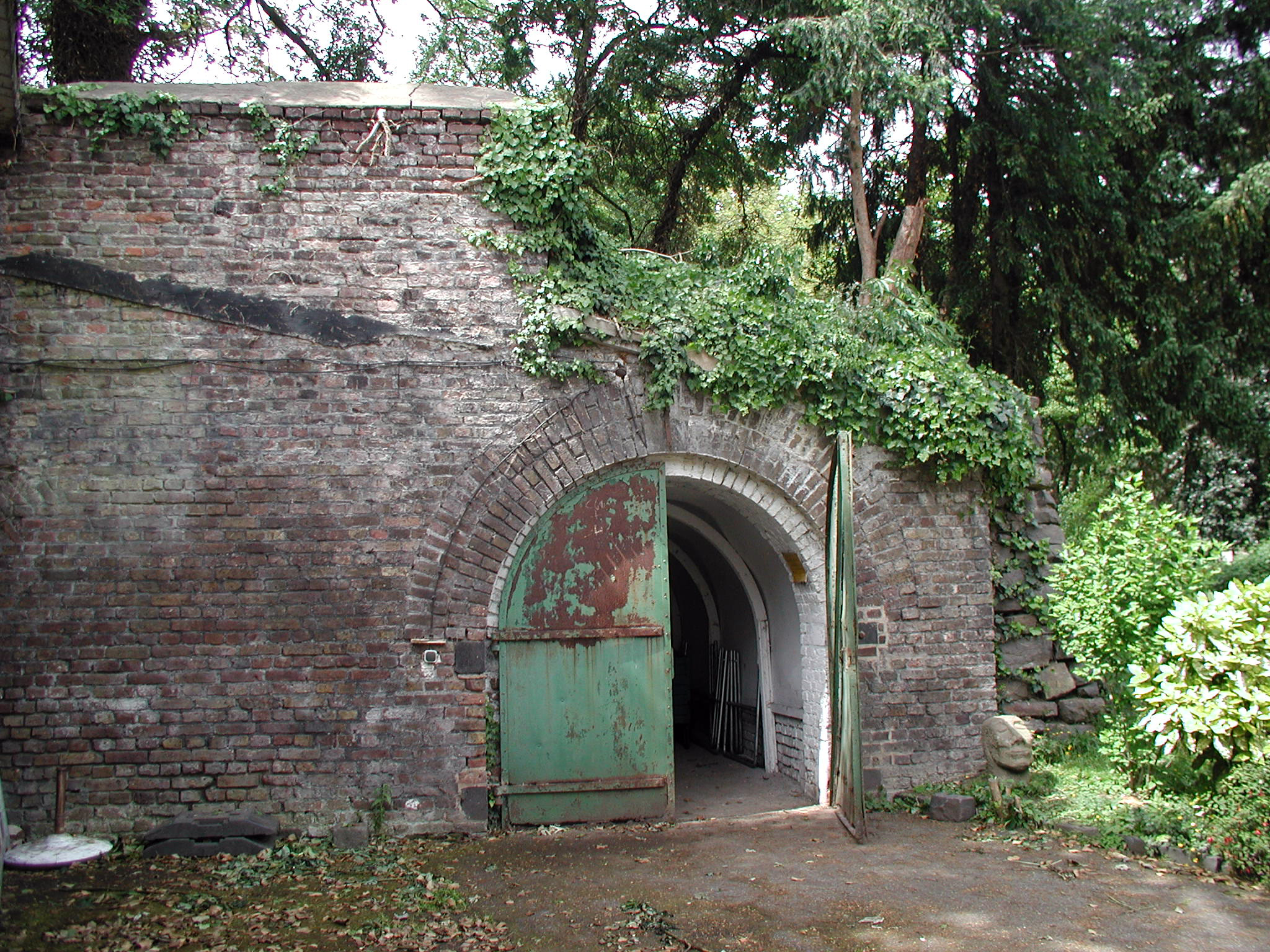
Tor der Lünette

Die sichelförmigen Schutzwälle gegen Explosionen sind noch gut erkennbar. Zur Nutzung als Gewächshaus wurden Glashäuser angebaut. Gartenarchitekt war Adolf Kowallek, der für viele andere Kölner Grünanlagen verantwortlich zeichnete. Er hatte im nach Kriegszerstörungen nicht wieder aufgebauten Obergeschoss der Orangerie seine Dienstwohnung – eine kleine Stichstraße jenseits der Vorgebirgstraße am Bonner Wall trägt seinen Namen. Das Gebäude diente als erstes Institutsgebäude für das Botanische Institut der 1919 wiedergegründeten Universität. 

## Heutige Erscheinung
Heute ist der Volksgarten in das Grünkonzept der Stadt eingebunden. Es lässt einen der beide Grüngürtel verbindenden und ins Umland ausstrahlenden Grünzüge, den Grünzug Süd, beim Volksgarten beginnend über den Vorgebirgspark und den Fritz-Encke-Volkspark über die Brühler Schlösser des Naturparks Rheinland bis nach Bonn reichen.

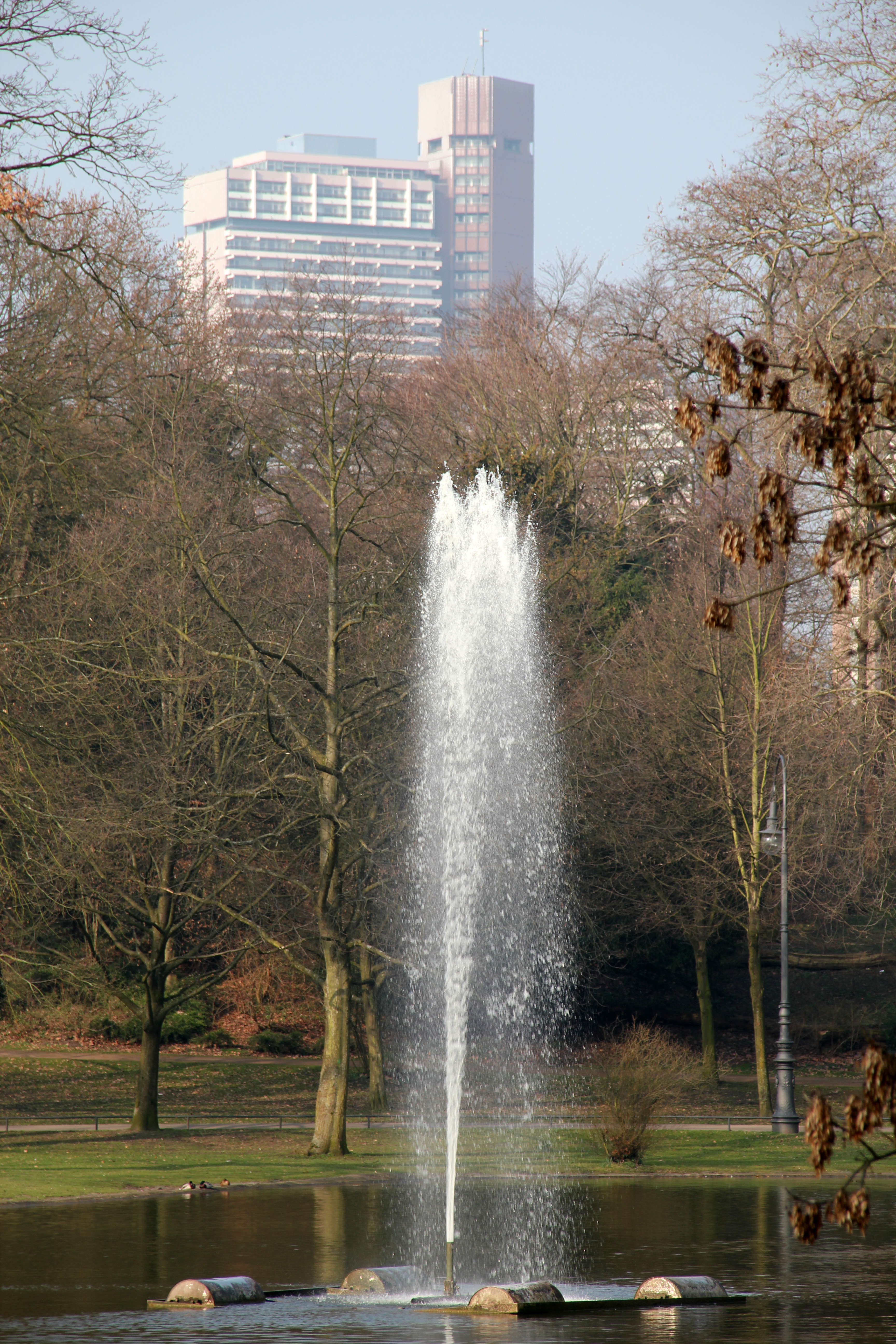
Blick nach Nordwesten

Die im Gründerzeit- oder Jugendstil erbauten anliegenden repräsentativen Bürgerhäuser wurden restauriert und sind wieder beste Wohnlage. An der nördlichen Parkseite, an der sich eine nach dem Stifter Wilhelm Kaesen benannte Straße befindet, steht sein von der Stadt errichtetes Denkmal.
Seit den späten 1980er-Jahren wird der Volksgarten im Sommer als Lagerwiese und – von der Stadt geduldet – zum Grillen genutzt. Nach Angaben der Stadt Köln besuchen dann täglich bis zu 10.000 Personen den Park.
Der Kahnweiher im Volksgarten wurde nach Umsiedlung der Tiere Ende 2022 leergepumpt, um ihn zu sanieren. Die Arbeiten wurden Anfang 2025 abgeschlossen. Die Wassertiefe wurde dabei auf bis zu vier Meter erhöht, um ein Aufheizen des Weihers zu reduzieren.